# Actinodoria argentea
Actinodoria argentea là một loài ruồi trong họ Tachinidae.